# Potamanthidae
Potamanthidae es una familia de insectos del orden Ephemeroptera con tres géneros que comprenden un total de 23 especies.

## Clasificación
Género Anthopotamus
- Anthopotamus distinctus (Traver, 1935)
- Anthopotamus myops (Walsh, 1863)
- Anthopotamus verticis (Say, 1839)
- Anthopotamus neglectus (Traver, 1935)

Género Potamanthus
- Potamanthus formosus Eaton, 1892
- Potamanthus huoshanensis Wu, 1987
- Potamanthus idiocerus Bae & McCafferty, 1991
- Potamanthus kwangsiensis (Hsu, 1937)
- Potamanthus longitibius Bae & McCafferty, 1991
- Potamanthus luteus (Linnaeus, 1767)
- Potamanthus macrophthalmus (You, 1984)
- Potamanthus nanchangi (Hsu, 1936)
- Potamanthus sabahensis (Bae & McCafferty, 1990)
- Potamanthus sangangensis (You, 1984)
- Potamanthus subcostalis (Navás, 1932)
- Potamanthus yooni (Bae & McCafferty, 1991)
- Potamanthus yunnanensis (You, Wu, Gui & Hsu, 1982)

Género Rhoenanthus
- Rhoenanthus coreanus (Yoon & Bae, 1985)
- Rhoenanthus distafurcus (Bae & McCafferty 1991)
- Rhoenanthus magnificus (Ulmer 1920)
- Rhoenanthus obscurus (Navás, 1922)
- Rhoenanthus sapa (Nguyen & Bae, 2004)
- Rhoenanthus speciosus (Eaton 1881)
- Rhoenanthus youi (Wu & You, 1986)

Género Stygifloris
- Stygifloris sp. EP141